# Екатерина Коначи
Екатерина Коначи (рум. Ecaterina Cocuța Conachi; Циганешти, 2. април 1829 — Ђенова, 22. фебруар 1870) била је румунска принцеза и револуционарка. Позната је по свом активизму и раду на уједињењу Молдавије и Влашке.

## Биографија
Рођена је 2. априла 1829. у општини Мунтени, округу Галац. Припадала је патриотској породици Коначи. Први пут се удала на инсистирање свог оца 1846. године, у Јаши, за принца Ницолаја Вогоридија. Имали су четворо деце: Еманоила, Константина, Марију и Луцију.
Била је предан присталица националних интереса и борбе за уједињење Влашке и Молдавије, није се устручавала да угрози част прве даме Молдавије, отворено је подржавала друштвене покрете и бавила се синдикалним пословима. Суочила се са супругом и помагала на разне начине, попут донирања накита у сврху уједињења или крађе докумената који угрожавају активности противника националних интереса Молдавије. 
Током жестоког обрачуна присталица и противника уједињења две кнежевине постала је пријатељ Александра Јоана Куза. Њен супруг планирао је да преузме трон владара Молдавије. Коначи је одиграла одлучујућу улогу у победи униониста, пошто је украла писма свог мужа османским великодостојницима. Објавила је тајне преписке супруга са Османским и Хабзбуршким царством, чиме је допринела да добије отказ као кајмакам. Након уније између Молдавије и Влашке 1862. године, која је створила Кнежевину Румунију, одвојила се од супруга. 
Године 1864. поново се удала у Риму за принца, са којим је имала петоро деце. Преминула је 22. фебруара 1870. од маларије у Ђенови, Краљевини Италији. Сахрањена је у Циганешти.